# 美浜町コミュニティバス

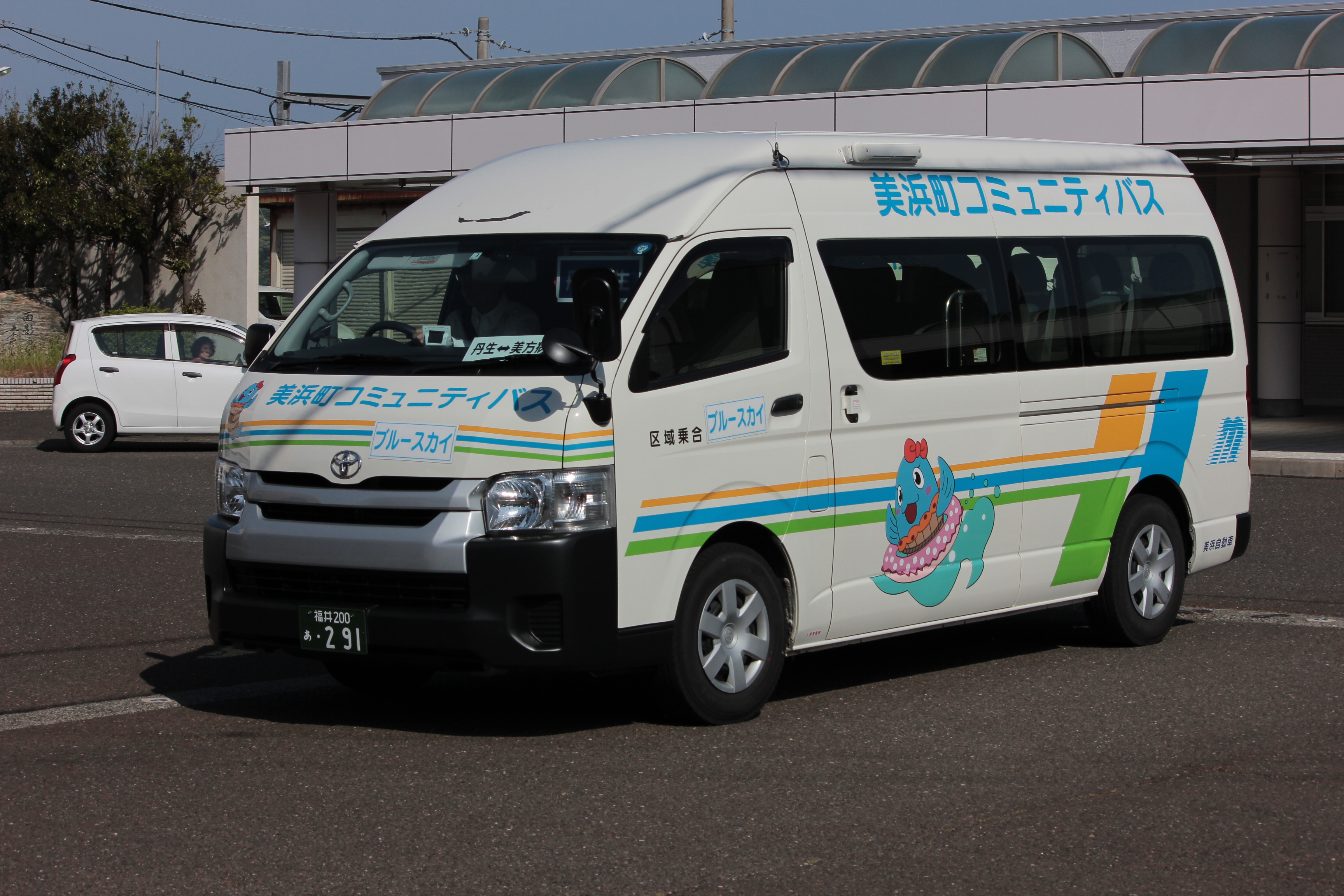
丹生線「ブルースカイ」の運用に入るワゴン車（2019年5月）

美浜町コミュニティバス（みはまちょうコミュニティバス）は、福井県三方郡美浜町で運行しているコミュニティバス。各路線とも、美浜自動車に運行を委託している。ここでは、「チョイソコみはま」の解説も行う。

## 概要
（福井県の）美浜町内を運行するコミュニティバスであり、海沿い（若狭湾）を走行する路線と山間部（赤坂山・大谷山）を走行する路線に分類される。各路線とも美浜駅を基点として運行するため、海沿いの直通路線（例：白木 - 日向）や海から山に抜ける直通路線（例：白木 - 新庄）は存在しない。
2005年（平成17年）は各線で1日8便（4往復）を運行し、2015年（平成27年）4月1日の改正で増便（一部は予約運行）が行われ、各線の運行本数は1日に10便以上となった。その後、利用客の減少や2023年（令和5年）6月に実証運行を開始した会員登録制デマンドバス「チョイソコみはま」（後述）の導入により、運行本数は各路線とも平日朝の通勤・通学時間帯に1往復のみ運行に減少した。
かつては福井鉄道系列のレインボー観光自動車が委託運行していたが、後に運行委託先の変更が行われ、現在は美浜自動車が委託運行を担っている。

## 歴史
- 2005年（平成17年）3月：丹生線「ブルースカイ」の運行を開始[1]。
- 2006年（平成18年）10月1日：新庄線[注 1]と日向線[注 2]で試行運転を開始[1]。
- 2007年（平成19年）
  - 4月1日：新庄線・日向線で本格運行を開始[1]。同日、福祉バス「はあとぴあ号」を統合する。
  - 7月11日：新庄線・日向線で専用車両の運行を開始、愛称を設定[1]。
- 2015年（平成27年）4月1日：利用者数が少ない新庄線・日向線に小型車両を導入[2]。同日、事前予約制のデマンドバスを導入[2]。
- 2023年（令和5年）6月2日：会員登録制デマンドバス「チョイソコみはま」の実証運行を開始[注 3][5][6][7]。

## 路線
各路線とも平日朝の通勤・通学時間帯に1往復のみ運行。「レイクヒルズ」はレイクヒルズ美方病院のことを指す。なお、運賃は後述する「チョイソコみはま」と同額のため、それに関する案内は省略する。

### 丹生線
丹生 - 丹生口（ ← きいぱす） - PRセンター - 竹波 - （菅浜 → 北田 → ）けやき台 - （佐田 → 佐田南 → 織田神社 → 太田 → 東美浜駅 → 弥右ヱ門さん家 → 山上 → 坂尻 → Aコープ → ）美浜駅口 - 美浜駅 - （大藪 → 美方高校 → ）レイクヒルズ 
愛称に関して
- 愛称：「ブルースカイ」
- 由来：青色を基調としたデザインになることが運行前に決まっており、それが「青い空に通じる」という意で名づけられた。

### 新庄線
新庄 - 雲谷 - 野口 - 上野 - 佐野 - 安江 - 宮代 - 東山 - 麻生 - 佐垣 - 吉右ヱ門さん家 - （Aコープ → ）中寺 - 興道寺 - （消防署南 → ）美浜町役場 - 美浜駅口 - 美浜駅 - 矢筈 - （大藪 → ）美方高校 - レイクヒルズ 
愛称に関して
- 愛称：「やまびこ」
- 由来：「海に静かに沈んでゆく夕日」から[1]。

備考
- 2007年1月1日から日向線の日向始発便が国道27号沿線の経由を取り止めたため、代替措置として新庄線の新庄始発便が「久保口」・「金山」・「大藪」・「気山」の各停留所に停車したことがあった。

### 日向線
日向 - 笹田 - レークセンター - 早瀬 - 久々子西 - 久々子東 - 松原 - 洪水山 - 和田 - 木野（ ← Aコープ ← せせらぎ保育園 ← はあとぴあ ← 美浜町役場 / 河原西 → ）美浜駅口 - 美浜駅 - 久保口 - 金山 - 大藪 - 気山 - 美方高校 - レイクヒルズ 
愛称に関して
- 愛称：「ゆうなぎ」
- 由来：「新庄の山あいに響く懐かしいやまびこ」から[1]。

備考
- 日向発の初便は2007年1月1日より、下記の変則循環ルートで運行したことがあった。
  - ［日向 → 笹田 → レークセンター → 早瀬 → 久々子西 → 久々子東 → 松原 → 美浜駅 → 木野 → 和田 → 洪水山 → 松原 → 久々子東 → 久々子西 → 早瀬 → レークセンター → 笹田 → 日向 → 美方高校 → レイクヒルズ］

## チョイソコみはま
2023年（令和5年）6月2日から会員登録制デマンドバスとして実証運行が開始されたバスの愛称である。このデマンドバスは利用客を効率よく送迎するため、人工知能（AI）によるルート計算が採用されている。なお、実証運行は約3年間行われる予定である。

### 運行時間
- 平日：9時00分 - 19時30分
- 休日：9時00分 - 17時00分

正月三が日（1月1日 - 1月3日）は運休。
（出典：）

### 運賃
- 大人：200円（中学生以上）
- 子供：無料（小学生以下）

備考
- 身体障がい者は免除。
- 定期券（普通・通学・シルバーパス）の発売も行っている。
- 「チョイソコみはま」で運行エリアをまたぐ乗車となる場合は、（車内で）乗り継ぎ券が発行される。

（出典：）

### 停留所
- 美浜町内に点在しており、「西エリア」・「中央エリア」・「東エリア」の3エリアに分類される[9]。

## 車両

### コミュニティバス
丹生線
- 三菱ふそう・エアロミディ[10]  - 2015年に導入[2]。各車両に専用塗装が施されている。なお、試行運転中は「はあとぴあ号」と同じく、レインボー観光所有のマイクロバスの前面に「美浜町コミュニティバス」のマグネットシールを貼り付けて運行していた。

新庄線・日向線
- トヨタ・ハイエース[10]  - 各車両に専用塗装が施されている。同車は丹生線の運行を代走することがあった。

### チョイソコみはま
- トヨタ・ハイエース[11]  - 専用塗装を施したワゴン車で運行[3]。